# Stazione di Policoro-Tursi
La stazione di Policoro-Tursi è una stazione ferroviaria posta sulla ferrovia Jonica, a servizio dei centri abitati di Policoro e Tursi. Viene utilizzata per precedenze e incroci dai treni merci e come fermata dei treni (in precedenza la stazione era collegata con le altre stazioni della Ferrovia Jonica con treni regionali oltre che dall'ICN "Intercity Notte" Milano Centrale-Reggio Calabria Centrale e dall'Espresso Pitagora attivi fino al 2005 mentre ora è fermata di due coppie di Intercity A/R Taranto-Reggio Calabria Centrale).

## Storia
Originariamente denominata "Tursi-Policoro", assunse il nome attuale nel 1961. Dal 1961 fino ad oggi la denominazione della stazione è "Policoro-Tursi" essendo la stazione localizzata tra Policoro e Policoro Lido e poiché serve principalmente le città di Policoro e Tursi. La stazione è collegata alla cittadina dalla SS 106 Jonica e dalla strada comunale Policoro-Policoro Lido.

## Movimento
La stazione è attualmente attiva nonostante sia sottoutilizzata, con due binari funzionanti (un terzo binario è presente ma troncato) per il servizio passeggeri sulla linea Jonica Taranto-Crotone-Catanzaro-Reggio Calabria: presso di essa effettuano fermata, durante i fine settimana della stagione estiva 2024, due coppie di treni regionali circolanti tra le stazioni di Taranto e Sibari del servizio "Magna Grecia Line" svolto da Trenitalia nei soli sabati e domeniche dal 9 giugno al 29 settembre 2024. Inoltre, tutti i giorni vi effettuano fermata anche due coppie di Intercity circolanti tra le stazioni di Reggio di Calabria Centrale e Taranto. La stazione è collegata al centro abitato di Policoro ed è situata tra la città e il lungomare di essa. Viene effettuato un servizio bus navetta e taxi (oltre che autobus). La stazione di Policoro-Tursi raccoglie l'utenza dei comuni limitrofi elencati a fianco : Policoro, Tursi, Valsinni, Colobraro, Senise, Francavilla in Sinni (queste sprovviste di una linea ferroviaria e stazione) e i seguenti comuni solo per treni Intercity che non fermano nelle loro rispettive stazioni: Scanzano Jonico, Montalbano Jonico, Sant'Arcangelo, Rotondella, Nova Siri, Rocca Imperiale, Nocara, Oriolo, Cersosimo.

## Servizi
La stazione dispone di:
- Parcheggio
- Taxi
- Bar
- Servizi igienici